# Élections législatives de 2002 dans le Loiret
Les élections législatives françaises de 2002 se déroulent les 9 et 16 juin 2002. Dans le département du Loiret, cinq députés sont à élire dans le cadre de cinq circonscriptions.

## Élus
| Circonscription | Député sortant     | Parti | Parti     | Député élu ou réélu | Parti | Parti |
| --------------- | ------------------ | ----- | --------- | ------------------- | ----- | ----- |
| 1e              | Antoine Carré      |       | UDF (PR)  | Antoine Carré       |       | UMP   |
| 2e              | Éric Doligé        |       | RPR       | Serge Grouard       |       | UMP   |
| 3e              | Jean-Louis Bernard |       | UDF (Rad) | Jean-Louis Bernard  |       | UMP   |
| 4e              | Xavier Deniau      |       | RPR       | Jean-Pierre Door    |       | UMP   |
| 5e              | Jean-Paul Charié   |       | RPR       | Jean-Paul Charié    |       | UMP   |

## Résultats

### Résultats à l'échelle du département
| Parti                                      | Parti                                      | Premier tour | Premier tour | Second tour | Second tour | Sièges |
| Parti                                      | Parti                                      | Voix         | %            | Voix        | %           | Sièges |
| ------------------------------------------ | ------------------------------------------ | ------------ | ------------ | ----------- | ----------- | ------ |
|                                            | Union pour un mouvement populaire          | 119 834      | 45,41        | 144 678     | 60,96       | 5      |
|                                            | Mouvement pour la France                   | 2 928        | 1,11         |             |             | 0      |
|                                            | Divers droite                              | 362          | 0,14         | 0           |             |        |
|                                            | Majorité présidentielle                    | 123 124      | 46,65        | 144 678     | 60,96       | 5      |
|                                            |                                            |              |              |             |             |        |
|                                            | Parti socialiste                           | 52 862       | 20,03        | 73 691      | 31,05       | 0      |
|                                            | Les Verts                                  | 14 923       | 5,65         | 18 954      | 7,99        | 0      |
|                                            | Parti communiste français                  | 12 112       | 4,59         |             |             | 0      |
|                                            | Pôle républicain                           | 1 231        | 0,47         | 0           |             |        |
|                                            | Parti radical de gauche                    | 1 137        | 0,43         | 0           |             |        |
|                                            | Gauche parlementaire                       | 82 265       | 31,17        | 92 645      | 39,04       | 0      |
|                                            |                                            |              |              |             |             |        |
|                                            | Front national                             | 34 640       | 13,13        |             |             | 0      |
|                                            | Extrême gauche dont LCR, LO et PT          | 7 592        | 2,88         | 0           |             |        |
|                                            | Chasse, pêche, nature et traditions        | 6 864        | 2,60         | 0           |             |        |
|                                            | Divers écologiste dont LT-LNÉ, Cap21 et GÉ | 4 522        | 1,71         | 0           |             |        |
|                                            | Mouvement national républicain             | 3 685        | 1,40         | 0           |             |        |
|                                            | Divers                                     | 1 217        | 0,46         | 0           |             |        |
|                                            |                                            |              |              |             |             |        |
| Inscrits                                   | Inscrits                                   | 410 776      | 100,00       | 410 746     | 100,00      | 5      |
| Abstentions                                | Abstentions                                | 141 097      | 34,35        | 163 219     | 39,74       |        |
| Votants                                    | Votants                                    | 269 679      | 65,65        | 247 527     | 60,26       |        |
| Blancs et nuls                             | Blancs et nuls                             | 5 770        | 2,14         | 10 204      | 4,12        |        |
| Exprimés                                   | Exprimés                                   | 263 909      | 97,86        | 237 323     | 95,88       |        |
| Source : Ministère de l'Intérieur - Loiret |                                            |              |              |             |             |        |

### Résultats par circonscription

#### Première circonscription (Orléans-Sud)
| Candidat       | Candidat                    | Parti            | Premier tour | Premier tour | Second tour | Second tour |  |
| Candidat       | Candidat                    | Parti            | Voix         | %            | Voix        | %           |  |
| -------------- | --------------------------- | ---------------- | ------------ | ------------ | ----------- | ----------- |  |
|                | Antoine Carré sortant réélu | UMP              | 23 880       | 47,04        | 27 604      | 59,46       |  |
|                | Jean-Pierre Delport         | PS               | 14 218       | 28,01        | 18 821      | 40,54       |  |
|                | Jeanne Legros               | FN               | 4 482        | 8,83         |             |             |  |
|                | Nino-Anne Dupieux           | Les Verts        | 1 636        | 3,22         |             |             |  |
|                | Marc Brynhole               | PCF              | 1 590        | 3,13         |             |             |  |
|                | Mostafa Makhchan            | Pôle républicain | 830          | 1,63         |             |             |  |
|                | Jean-Pierre Petit           | CPNT             | 810          | 1,6          |             |             |  |
|                | Christian Beaudin           | Cap21            | 651          | 1,28         |             |             |  |
|                | Christiane Hauchère         | LO               | 604          | 1,19         |             |             |  |
|                | Gretel Miclo                | LCR              | 578          | 1,14         |             |             |  |
|                | Marie-Geneviève Gallard     | MPF              | 494          | 0,97         |             |             |  |
|                | Claudine Chéron             | MNR              | 458          | 0,9          |             |             |  |
|                | René Grandsire              | RCF              | 345          | 0,68         |             |             |  |
|                | Hélène Beley                | GÉ               | 189          | 0,37         |             |             |  |
|                |                             |                  |              |              |             |             |  |
| Inscrits       | Inscrits                    | Inscrits         | 77 716       | 100,00       | 77 720      | 100,00      |  |
| Abstentions    | Abstentions                 | Abstentions      | 26 035       | 33,5         | 29 592      | 38,08       |  |
| Votants        | Votants                     | Votants          | 51 681       | 66,5         | 48 128      | 61,92       |  |
| Blancs et nuls | Blancs et nuls              | Blancs et nuls   | 916          | 1,77         | 1 703       | 3,54        |  |
| Exprimés       | Exprimés                    | Exprimés         | 50 765       | 98,23        | 46 425      | 96,46       |  |

#### Deuxième circonscription (Orléans-Ouest)
| Candidat       | Candidat             | Parti          | Premier tour | Premier tour | Second tour | Second tour |  |
| Candidat       | Candidat             | Parti          | Voix         | %            | Voix        | %           |  |
| -------------- | -------------------- | -------------- | ------------ | ------------ | ----------- | ----------- |  |
|                | Serge Grouard élu    | UMP            | 21 893       | 44,29        | 25 939      | 57,59       |  |
|                | Christophe Chaillou  | PS             | 14 137       | 28,6         | 19 103      | 42,41       |  |
|                | Jean-Lin Lacapelle   | FN             | 5 845        | 11,82        |             |             |  |
|                | Véronique Daudin     | PCF            | 3 427        | 6,93         |             |             |  |
|                | Bruno Duval          | Cap21          | 1 009        | 2,04         |             |             |  |
|                | Christophe Delaroche | CPNT           | 986          | 1,99         |             |             |  |
|                | Raynaldo Ruiz        | LCR            | 637          | 1,29         |             |             |  |
|                | Christian Dumerain   | LO             | 589          | 1,19         |             |             |  |
|                | Maryse Hari          | MNR            | 477          | 0,96         |             |             |  |
|                | Armand Gayola        | RCF            | 342          | 0,69         |             |             |  |
|                | Christian Dhée       | Divers         | 94           | 0,19         |             |             |  |
|                |                      |                |              |              |             |             |  |
| Inscrits       | Inscrits             | Inscrits       | 77 449       | 100,00       | 77 452      | 100,00      |  |
| Abstentions    | Abstentions          | Abstentions    | 27 009       | 34,87        | 30 751      | 39,7        |  |
| Votants        | Votants              | Votants        | 50 440       | 65,13        | 46 701      | 60,3        |  |
| Blancs et nuls | Blancs et nuls       | Blancs et nuls | 1 004        | 1,99         | 1 659       | 3,55        |  |
| Exprimés       | Exprimés             | Exprimés       | 49 436       | 98,01        | 45 042      | 96,45       |  |

#### Troisième circonscription (Orléans-Est)
| Candidat       | Candidat                         | Parti            | Premier tour | Premier tour | Second tour | Second tour |  |
| Candidat       | Candidat                         | Parti            | Voix         | %            | Voix        | %           |  |
| -------------- | -------------------------------- | ---------------- | ------------ | ------------ | ----------- | ----------- |  |
|                | Jean-Louis Bernard sortant réélu | UMP              | 23 229       | 43,89        | 28 861      | 60,36       |  |
|                | Jean-François Laval              | Les Verts (PS)   | 13 287       | 25,11        | 18 954      | 39,64       |  |
|                | Dominique de Laprade             | FN               | 7 111        | 13,44        |             |             |  |
|                | Aline Demolles                   | PCF              | 1 540        | 2,91         |             |             |  |
|                | Alain Machenin                   | CPNT             | 1 267        | 2,39         |             |             |  |
|                | Fabrice Van Borren               | PRG              | 1 137        | 2,15         |             |             |  |
|                | Cécile Richard                   | Cap21            | 1 088        | 2,06         |             |             |  |
|                | Dominique Bègue                  | MPF              | 1 012        | 1,91         |             |             |  |
|                | Jérôme Castaing                  | LCR              | 970          | 1,83         |             |             |  |
|                | Daniel Barnault                  | MNR              | 545          | 1,03         |             |             |  |
|                | Abdelkrim Saadani                | LO               | 539          | 1,02         |             |             |  |
|                | Michel Desmet                    | RCF              | 436          | 0,82         |             |             |  |
|                | Philippe Germain                 | Pôle républicain | 401          | 0,76         |             |             |  |
|                | Henri Fouquereau                 | Divers droite    | 362          | 0,31         |             |             |  |
|                |                                  |                  |              |              |             |             |  |
| Inscrits       | Inscrits                         | Inscrits         | 83 338       | 100,00       | 83 337      | 100,00      |  |
| Abstentions    | Abstentions                      | Abstentions      | 29 084       | 34,9         | 33 371      | 40,04       |  |
| Votants        | Votants                          | Votants          | 54 254       | 65,1         | 49 966      | 59,96       |  |
| Blancs et nuls | Blancs et nuls                   | Blancs et nuls   | 1 330        | 2,45         | 2 151       | 4,3         |  |
| Exprimés       | Exprimés                         | Exprimés         | 52 924       | 97,55        | 47 815      | 95,7        |  |

#### Quatrième circonscription (Montargis - Gien)
| Candidat       | Candidat             | Parti          | Premier tour | Premier tour | Second tour | Second tour |  |
| Candidat       | Candidat             | Parti          | Voix         | %            | Voix        | %           |  |
| -------------- | -------------------- | -------------- | ------------ | ------------ | ----------- | ----------- |  |
|                | Jean-Pierre Door élu | UMP            | 25 126       | 44,77        | 31 640      | 63,3        |  |
|                | Liliane Berthelier   | PS             | 12 071       | 21,51        | 18 343      | 36,7        |  |
|                | Bernard Chauvet      | FN             | 8 929        | 15,91        |             |             |  |
|                | Jacques Reboul       | PCF            | 3 747        | 6,68         |             |             |  |
|                | Jean-Michel François | CPNT           | 1 873        | 3,34         |             |             |  |
|                | Maurice Étienne      | MNR            | 1 419        | 2,53         |             |             |  |
|                | Dominique Clergue    | LO             | 1 215        | 2,17         |             |             |  |
|                | Françoise Leclercq   | LCR            | 876          | 1,56         |             |             |  |
|                | Bernard Lhomme       | MPF            | 863          | 1,54         |             |             |  |
|                |                      |                |              |              |             |             |  |
| Inscrits       | Inscrits             | Inscrits       | 88 569       | 100,00       | 88 561      | 100,00      |  |
| Abstentions    | Abstentions          | Abstentions    | 31 197       | 35,22        | 36 198      | 40,87       |  |
| Votants        | Votants              | Votants        | 57 372       | 64,78        | 52 363      | 59,13       |  |
| Blancs et nuls | Blancs et nuls       | Blancs et nuls | 1 253        | 2,18         | 2 380       | 4,55        |  |
| Exprimés       | Exprimés             | Exprimés       | 56 119       | 97,82        | 49 983      | 95,45       |  |

#### Cinquième circonscription (Pithiviers)
| Candidat       | Candidat                       | Parti            | Premier tour | Premier tour | Second tour | Second tour |  |
| Candidat       | Candidat                       | Parti            | Voix         | %            | Voix        | %           |  |
| -------------- | ------------------------------ | ---------------- | ------------ | ------------ | ----------- | ----------- |  |
|                | Jean-Paul Charié sortant réélu | UMP              | 25 706       | 47,02        | 30 634      | 63,74       |  |
|                | Carole Cannette                | PS               | 12 436       | 22,75        | 17 424      | 36,26       |  |
|                | Jeannine Davi                  | FN               | 8 273        | 15,13        |             |             |  |
|                | Olivier Corre                  | CPNT             | 1 928        | 3,53         |             |             |  |
|                | Martine Brionne                | PCF              | 1 808        | 3,31         |             |             |  |
|                | Sylvie Flogny                  | LT-LNÉ           | 1 585        | 2,9          |             |             |  |
|                | Patrick Lamiable               | LO               | 1 193        | 2,18         |             |             |  |
|                | Alain Lebaube                  | MNR              | 786          | 1,44         |             |             |  |
|                | Béatrice Doat                  | MPF              | 559          | 1,02         |             |             |  |
|                | Alain Gillard                  | PT               | 391          | 0,72         |             |             |  |
|                | Marcelle Boucherie             | Pôle républicain | 0            | 0            |             |             |  |
|                |                                |                  |              |              |             |             |  |
| Inscrits       | Inscrits                       | Inscrits         | 83 704       | 100,00       | 83 676      | 100,00      |  |
| Abstentions    | Abstentions                    | Abstentions      | 27 772       | 33,18        | 33 307      | 39,8        |  |
| Votants        | Votants                        | Votants          | 55 932       | 66,82        | 50 369      | 60,2        |  |
| Blancs et nuls | Blancs et nuls                 | Blancs et nuls   | 1 267        | 2,27         | 2 311       | 4,59        |  |
| Exprimés       | Exprimés                       | Exprimés         | 54 665       | 97,73        | 48 058      | 95,41       |  |